# Chevrolet Silverado EV
Chevrolet Silverado EV – elektryczny samochód osobowy typu pickup klasy wyższej będzie produkowany pod amerykańską marką Chevrolet od 2023 roku.

## Historia i opis modelu

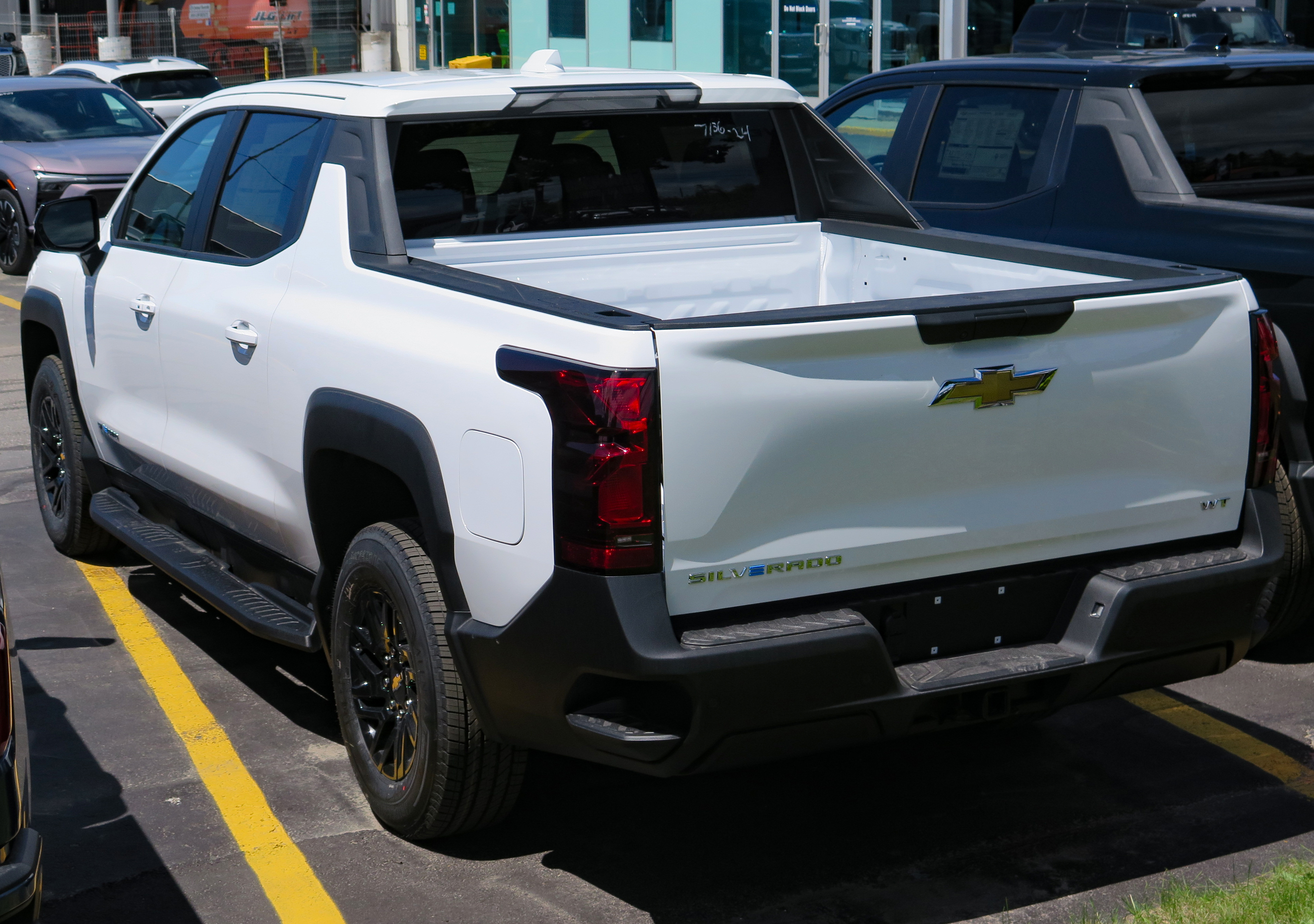
Chevrolet Silverado EV - tył

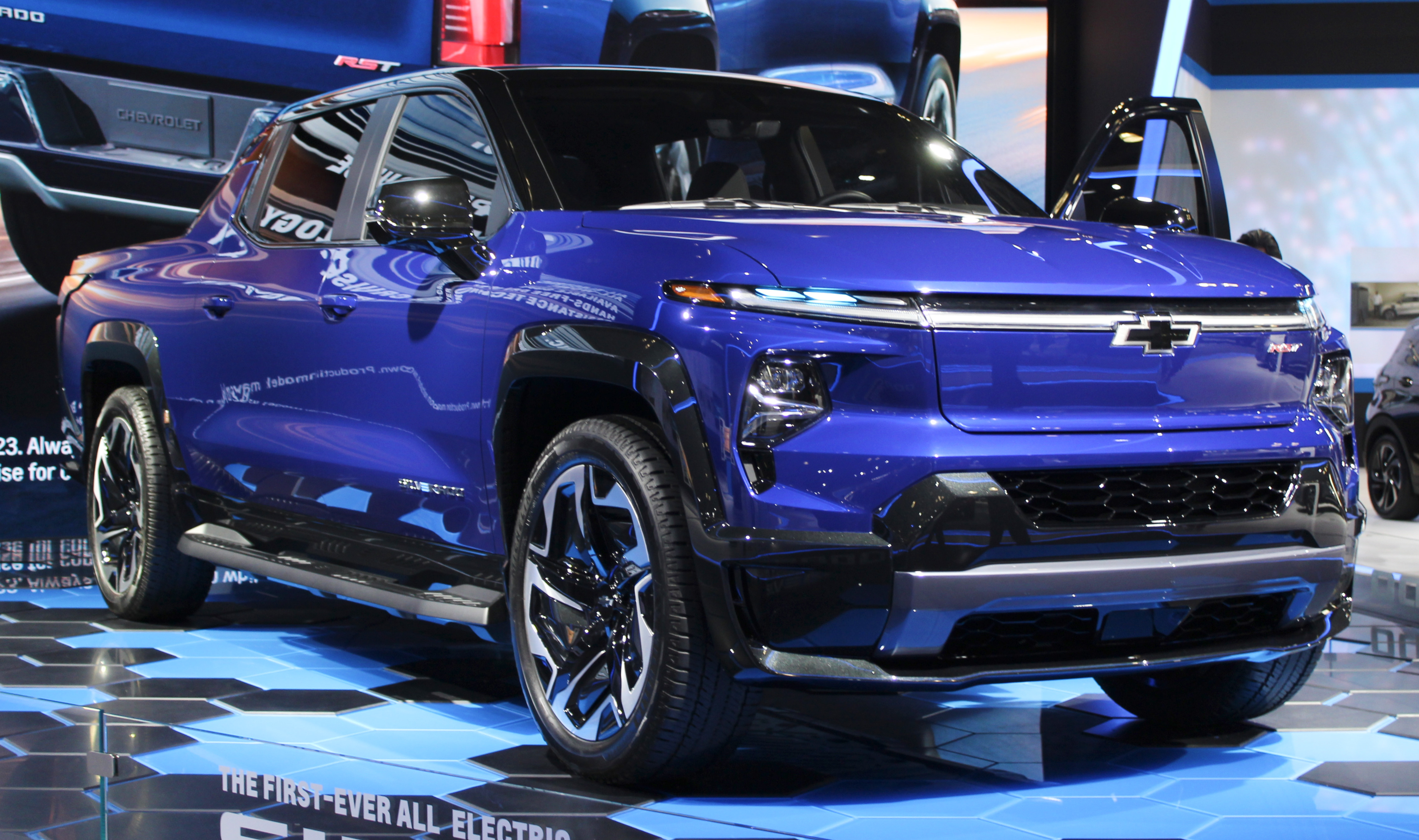
Chevrolet Silverado EV RST

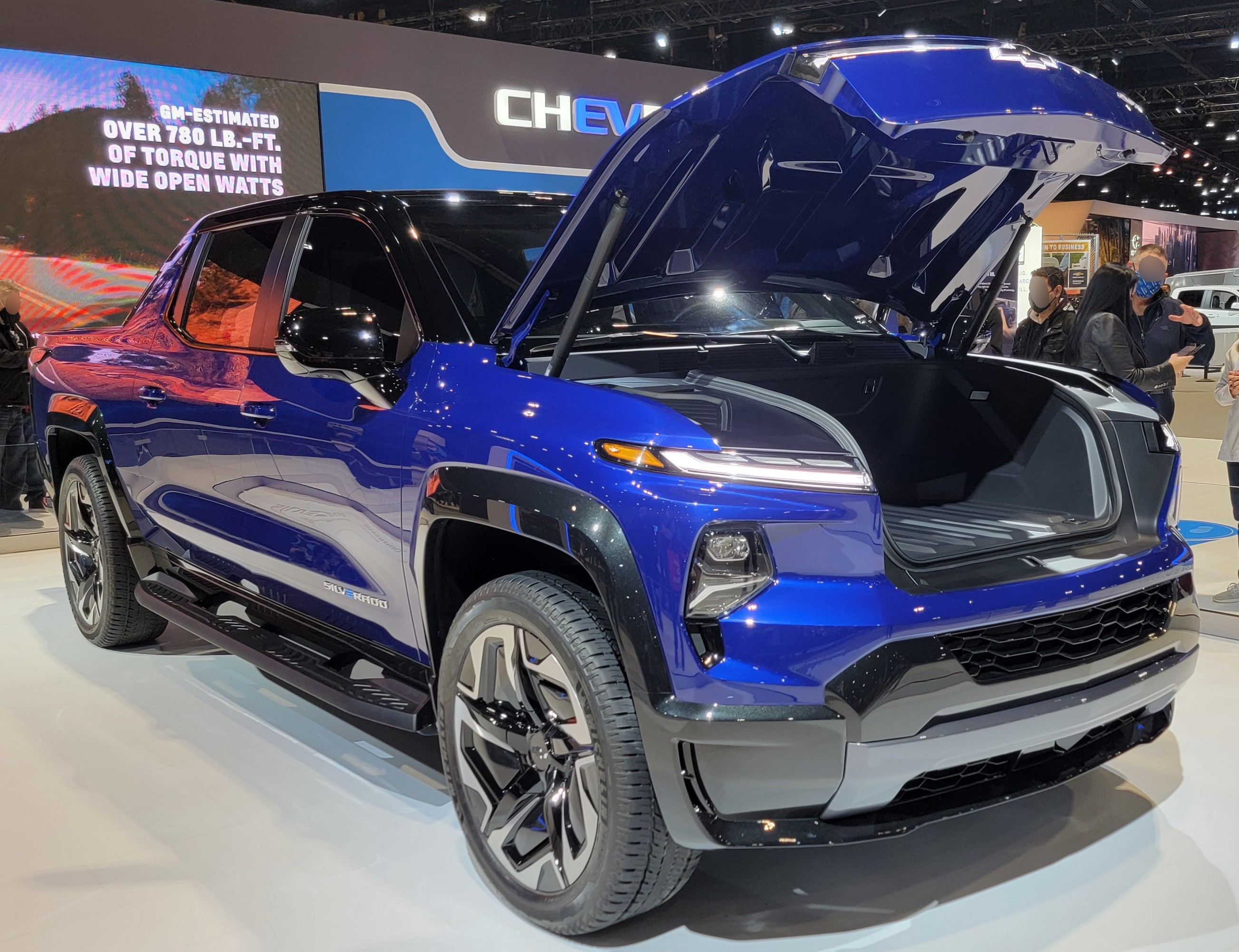
Chevrolet Silverado EV - frunk

W styczniu 2022 roku Chevrolet przeszedł do realizacji swoich zapowiadanych od 2019 roku planów kompleksowej elektryfikacji oferty modelowej w oparciu o nową modułową platformę koncernu General Motors o nazwie Ultium. Podczas targów technologicznych CES 2022 w Las Vegas przedstawiony został pierwszy elektryczny pickup w historii amerykańskiego przedsiębiorstwa w postaci modelu Silverado EV, będącego blisko spokrewnionym technicznie i wizualnie z bardziej awangardowo stylizowanym GMC Hummerem EV.
W stosunku do modelu GMC, Silverado EV zyskał podobną, masywną sylwetkę nadwozia z wysoko poprowadzoną linią okien o stosunkowo niewielkiej powierzchni, kanciasty i gwałtownie ścięty pas przedni zdobiony pasem diod LED i obszerny przedział transportowy. Chevrolet Silverado EV wyróżnił się dłuższym od Hummera EV rozstawem osi, który wydłużono o 228,6 mm.
Kabina pasażerska utrzymana w typowej dla samochodów z początku lat 20. XXI wieku estetyce zdominowanej przez dwa duże wyświetlacze pełniące funkcję kolejno zegarów oraz centrum sterowania systemem inforozrywki i większością funkcji pojazdu. Ten drugi, centralnie umieszczony, charakteryzuje się w topowej odmianie wyposażenia przekątną 17 cali.
Silverado EV posiada rozbudowany zestaw funkcji ułatwiających transport jak największego i jak najbardziej zróżnicowanego bagażu. Pod przednią maską umieszczony został tzw. frunk czyli przedni bagażnik. Burta pomiędzy kabiną pasażerską i paką jest dzielona w proporcji 60:40 i składana, umożliwiając przewożenie dłuższych przedmiotów. Silverado może ciągnąć przyczepy o masie do 4,5 tony.

### Sprzedaż
Prezentując Silverado EV, Chevrolet chce konkurować z dynamicznie rozwijającym się w Ameryce Północnej rynkiem elektrycznych pickupów obsadzonym, w momencie debiutu, przez Forda i Riviana. Do produkcji pojazdu, której początek został wyznaczony na wiosnę 2023 roku, oddelegowane zostały zmodernizowane zakłady GM ZERO General Motors w amerykańskim Hamtramck z myślą o lokalnym rynku i sąsiedniej Kanadzie.

### Wersje wyposażeniowe
- WT
- RST
- Trail Boss

### Dane techniczne
Gama wariantów napędowych Chevroleta Silverado EV składa się z dwóch odmian: słabszej wyposażonej w silnik elektryczny o mocy 510 KM i 834 Nm maksymalnego momentu obrotowego lub 664 KM mocy oraz 1058 Nm maksymalnego momentu obrotowego. Bateria o pojemności 200 kWh ma pozwalać na przejechanie do 640 kilometrów na jednym ładowaniu, a samochód będzie można ładować z mocą do 350 kW, pozwalając na pozyskanie do 160 kilometrów zasięgu w 10 minut. Podstawowy wariant wyposażono w napęd tylny, a topowy – AWD. Opcjonalnie każde z kół jest skrętne, współpracując z układem pneumatycznego zawieszenia.